# クリエイターズスタンプ
クリエイターズスタンプとは、無料通話アプリLINE
（ライン）内で使われるスタンプの一種。

## 概要
クリエイターズスタンプは、ユーザーによって作成されるスタンプの総称。製作者の職業、年齢、プロ･アマチュア、個人･企業問わず、誰でも制作が可能である。

## 審査基準
作成したスタンプは審査の後、LINE STOREにて販売される。販売価格は一つのコンテンツにつきクリエイターが自由に決められ、手数料30%を除き、収益の50%が製作者に支払われる。（通常スタンプは120円から、250円など選べる。）
審査では主にスタンプとしての使用が難しいと考えられる作品、イラストが含まれない作品、また、犯罪行為を示唆するものなどが不適切とされる。

## スタンプの種類
誰でも製作ができるということから、多種多様なスタンプが公開されている。例として、ゲーム
やテレビ番組、ラジオ番組、アニメ・マンガキャラクターなどの種類のスタンプがあり、これらは一般のスタンプとは別にクリエイターズスタンプとして発売される例もある。
クリエイターズスタンプは毎月表彰されており、「うさまる」シリーズ（作：sakumaru）、「目が笑ってない着ぐるみたち」シリーズ（作：ポテ豆）など、MVPを獲得した作品は別途アニメーションスタンプを販売することができる。
言葉や名前を入力し使用する「カスタムスタンプ」が2019年10月15日よりLINEクリエイターズマーケットでも販売が可能となった。